# فرديناند فون رومر
فرديناند فون رومر (بالألمانية: Carl Ferdinand von Römer)‏ (و. 1818 – 1891 م) هو عالم نبات، وإحاثي، وأستاذ جامعي من ألمانيا . ولد في هيلدسهايم.
وكان عضو في الأكاديمية البروسية للعلوم، وأكاديمية سانت بطرسبرغ للعلوم، والأكاديمية الروسية للعلوم .
توفي في فروتسواف ، عن عمر يناهز 73 عاماً.

## التعليم
تعلم في جامعة غوتنغن

## مناصب وهيئات
أدار جامعة بون، وجامعة فروتسواف.